# سعيد بن البطريق
سعيد بن البطريق، طبيب ومؤرخ مسيحي، ولد في الفسطاط في 263 هـ. وأبدع في الطب حتى اشتهر به. قال عنه ابن أبي أصيبعة: «كان متقدماً في زمانه وكانت له دراية بعلوم الطب». عين بطريركا على الإسكندرية وسمي أوثوشيوس ((باليونانية: Εὐτύχιος)‏, بمعنى «سعيد») له عدد من المصنفات أشهرها كتابه في التاريخ نظم الجوهر المعروف أيضًا بتاريخ ابن البطريق الذي أخذ عنه ابن خلدون كما له كتاب كنّاس في الطب. توفي عام 328 هـ بمصر بالإسكندرية.

## حياته
ولد في الفسطاط «القاهرة حاليًا»، أمضى أوثوشيوس معظم حياته طبيبًا «متطبب». عاصر المؤرخ محبوب بن قسطنطين بالرغم من أن كليهما لم يعملا في نفس المهنة. لم يكن يتكلم اليونانية، إلا أنه كان قادرًا على الوصول إلى النصوص اليونانية في الترجمات السريانية القائمة.
في عام 932 أصبح البطريرك الأرثوذكسي اليوناني للإسكندرية عن عمر يناهز 60 عامًا. إلا أن حركة المعارضة آنذاك كانت قد اعترضت على استلامه الكنيسة، واستمر ذلك طوال حياته، كما يعتقد أن تعيينه كان بسبب تأثير الحكام المسلمين.

## أعماله
أكثر أعماله أهمية على الإطلاق كان "نظم الجوهر"وهو كتاب في تاريخ العالم، والذي بدأ العمل عليه قبيل أن يصبح بطريرك للكنيسة، وكرّسه لأخيه. يبدأ الكتاب بفصل «الخلق»، ويسرد القصص انتهاءً بعصره. كتابه يزخر بالأحداث التي تتعلق بالإمبراطورية الفارسية حتى مجد الإسلام وصولًا إلى الحكم الساساني. استخدم أوثوشيوس المصادر الإسلامية في كتاباته حول مجد الإسلام والفترة التي تلتها، إضافة إلى التفاته للأساطير.
«حوليات أوثوشيوس» 
 الفصل الثاني: محن الكنيسة «اضطهاد المسيحيين: إن المسيحيين عانوا أيضًا من الاضطهاد في هذه الفترة، ولكن بشكل أقل مما كانت عليه في القرون السابقة، وذلك في الشرق عامةً خصوصًا في سوريا وفلسطين إذ قام اليهود باستخدام العنف في بعض الأحيان ضد المسيحيين». <من كتاب أوثوشيوس>.
تم إتمام كتابة التاريخ في العام 1028 ميلادية على يد ابنه «يحيى بن سعيد»، حتى أصبح مشتهرًا في إنطاكية ثم في أوروبا، واستمر في الانتشار فيما بعد.كما تمت صياغة العديد من النسخ.
وكانت النسخة الأصلية قد وجدت حديثًا في جبل سيناء، وقد فقدت مقدمة الكتاب وخاتمته، إلا أنها استردت من النسخ الموجودة.
من أعماله الأخرى كتب في الطب، ورسالة اعتذار. وقد تم إيجاد مخطوطة له في حلب على الرغم من عدم نشرها.ولم يتم العثور على النص الأخير حتى الآن.